# August Reatz
August Reatz (* 24. Februar 1889 in Mainz; † 7. November 1967 ebenda) war ein deutscher Theologe, Philosoph, Kleriker und Hochschullehrer. Als erster gewählter Rektor der Johannes Gutenberg-Universität Mainz hatte er maßgeblichen Anteil an der Wiedererrichtung und akademischen Konsolidierung dieser neuerrichteten Hochschule.

## Leben
August Reatz wurde am 24. Februar 1889 in Mainz als Sohn des Kaufmanns Franz Conrad Reatz und Margarethe Reatz geb. Schneider geboren. Er besuchte das Großherzogliche Ostergymnasium zu Mainz von 1898 bis 1907. Nach erfolgreicher Abiturprüfung studierte er zunächst im Sommersemester 1907 an der Albert-Ludwigs-Universität in Freiburg im Breisgau, wo er auch bei der katholischen Studentenverbindung K.D.St.V. Hohenstaufen Freiburg im CV aktiv wurde, sodann ab dem Wintersemester 1907/08 bis 1911 an der philosophisch-theologischen Hochschule des Mainzer Priesterseminars. Am 22. Juli 1911 empfing er durch den Bischof von Mainz Georg Heinrich Maria Kirstein die Priesterweihe. Bis 1914 wirkte er als Kaplan im Mainzer Lehrlingshaus.
Ab dem Sommersemester 1914 bis 1916 erfolgte ein theologisches Aufbaustudium an der Universität Bonn, worauf er im Juli 1917 als Schüler von Professor Carl Braig mit der Dissertation „Reformversucher in der katholischen Dogmatik Deutschlands zu Beginn des 19. Jahrhunderts“ von der theologischen Fakultät der Universität Freiburg zum Doctor theologiae promoviert wurde. Am 7. März 1919 habilitierte er sich bei seinem Doktorvater in der theologischen Disziplin Dogmatik mit der Studie Das theologische System der Consultationen Zachaei et Apollonii. Mit Berücksichtigung der angeblichen Beziehungen zu J. Firmicus Maternus.
Am 15. Oktober 1920 wurde er als Professor an die philosophisch-theologische Hochschule des Mainzer Priesterseminars berufen, um zunächst die historische Professur für Dogmengeschichte, Patrologie und historische Theologie innezuhaben und dann auch die Professur für Dogmatik zu vertreten. Zu Beginn des Wintersemester 1945 erfolgte seine Wahl zum Dekan der genannten Hochschule. Als im Zuge des Unterganges des Nazi-Regimes und der Regierungsübernahme durch die alliierten Besatzungsmächte die Idee einer erneuten Gründung einer Universität in Mainz besprochen wurde, trat August Reatz nicht nur als Unterstützer dieser Idee auf und forcierte diese Pläne auch innerhalb der philosophisch-theologischen Hochschule des Mainzer Priesterseminars, sondern gab diesen Plänen mit seinem Gutachten für die französische Militärregierung in Baden-Baden auch politischen Nachdruck.
Bei der Eröffnung der Mainzer Universität am 22. Mai 1946 wurde er zum ersten Dekan der katholisch-theologischen Fakultät der Johannes Gutenberg-Universität bestellt. Am 10. Mai 1947 erfolgte in Anerkennung seiner Dienste die Ernennung zum Päpstlichen Hausprälaten sowie am 22. Mai des gleichen Jahres die Promotion ehrenhalber durch die philosophische Fakultät der neugegründeten Mainzer Universität. Nachdem der von der französischen Militärregierung unter General Raymond Schmittlein als erster Rektor eingesetzte Josef Schmid auf Grund einer Affäre um die Legitimität seiner Stellung als Professor aus dem Rektoratsamt vorzeitig entlassen worden war, wurde August Reatz am 13. Oktober 1947 zum neuen Rector magnificus, anders als sein Vorgänger, nicht ernannt, sondern vom Senat der Universität gewählt. Diese Position hatte er bis 1949 inne und wirkte die folgenden zwei Jahre bis 1951 als Prorektor der Universität weiter. Die Professur für Dogmatik hatte er bis zu seiner Emeritierung 1957 inne.

## Bedeutung für die Wiederbegründung der Mainzer Universität
1945, kurz vor Ende des Zweiten Weltkrieges machte sich Reatz die ersten Gedanken um die Umgestaltung der philosophisch-theologischen Hochschule des Priesterseminars Mainz, die er zu dieser Zeit als Dekan leitete. Zu Beginn des Sommersemester 1945 sprach er auch in der ersten Sitzung der Vollversammlung der genannten Hochschule die Möglichkeit an, die alte Mainzer Universität wiederzubegründen. Ende Juli bzw. Anfang August 1945 fanden im engsten Kreis  im Hause von August Reatz die ersten Besprechungen über eine Wiederbegründung der Universität statt. Nach Aussage des Mainzer Oberbürgermeister Emil Kraus war dabei Reatz die „treibende Kraft in jenen ersten Wochen“. Dabei stand er jedoch nicht nur mit lokalen Politikgrößen wie dem genannten Mainzer Oberbürgermeister und dessen Kulturdezernenten Michel Oppenheim, sondern auch mit führenden französischen Honoratioren wie dem Mainzer Stadtkommandanten Louis Théodore Kleinmann und den Kreisdelegierten für Rheinhessen Lefèvre und Jacobsen. Das von Reatz verfasste, sieben Seite umfassende „Memorandum zur Wiedererrichtung der Mainzer Universität“ wurde zusammen mit zwei weiteren Denkschriften der Autoren Napp-Zinn und Klingelschmitt ins Französische übersetzt und nach Baden-Baden zur französischen Militärregierung verschickt. Jürgen Siggemann zweifelt zwar die allgemeine Bedeutung solcher Denkschriften an. Allerdings führt Reatz in seinem Gutachten fundierte historische und politische Gründe auf, die neben der Bedeutung der Stadt Mainz, auch die kulturellen, geographischen und bestehenden akademischen Charakteristika als besondere Eignung für eine „Neugründung“ herausarbeitet. Besonders verweist er auf die bestehende katholisch-theologische Hochschule des Mainzer Priesterseminars und die exzellente Ausstattung des städtischen Krankenhauses, welches für die Errichtung einer medizinischen Fakultät geradezu prädestiniert sei. Im Zuge dieser Bestrebungen scheint Reatz auch den späteren Rektor der noch zu gründenden Universität in der französischen Besatzungszone, den Geographen Josef Schmid, der in diese Sache den Kontakt zu Reatz suchte, für den Standort Mainz überzeugt zu haben.  Reatz wurde in den Anfängen der Universität zu den engsten Beratern von Schmid. Bischof Stohr ernannte Reatz zum Dekan der neuen katholisch-theologischen Fakultät.
In den Augen der Öffentlichkeit war August Reatz einer der bedeutendsten Führungspersönlichkeiten der Johannes Gutenberg-Universität. Dies wurde mit seiner Festrede zum einjährigen Bestehen der Universität dokumentiert. Der Höhe- und Wendepunkt seiner hochschulpolitischen Karriere war seine Wahl zum Rektor der Universität, nachdem das Rektorat Schmids auf französischen Druck beendet wurde. In seiner ersten Rektoratsrede stellte er die Ziele der Universität klar heraus: Er wandte sich gegen die Verherrlichung des eigenen Volkes und die Herabsetzung der anderen Völker. An die neu immatrikulierten Studenten gerichtet, sagte Reatz, das Schicksal Europas sei in deren Hand gegeben.
In das Rektorat Reatz' fiel die Erweiterung des zahnmedizinischen Lehrbetriebs und die Eröffnung des Physikalischen Instituts.
Neben Bischof Albert Stohr förderte August Reatz auch die Etablierung katholischer Studentenverbindungen am Mainzer Universitätsstandort. Es sei hierbei erwähnt, dass neben Stohr und Reatz auch der Kultusminister Adolf Süsterhenn Mitglied einer CV-Verbindung war, die sich auf persönlicher Ebene für eine Aufhebung des alliierten Verbotes von Studentenverbindungen einsetzten. In diesem Zusammenhang wurde neben Stohr und Süsterhenn auch August Reatz Bandphilister der 1946 gegründeten CV-Verbindung VKDSt Hasso-Rhenania Mainz.

## Mitgliedschaften
- K.D.St.V. Hohenstaufen Freiburg
- VKDSt Hasso-Rhenania Mainz

## Publikationen
- Reformversucher in der katholischen Dogmatik Deutschlands zu Beginn des 19. Jahrhunderts. Dissertation. Freiburg 1917.
- Das theologische System der Consultationen Zachaei et Apollonii. Mit Berücksichtigung der angeblichen Beziehungen zu J. Firmicus Maternus. (= FreibThSt. 25). Freiburg 1920.
- Jesus Christus, seine Lehre und sein Werk. Freiburg 1924 (engl. Übers. 1933).